# 2M1207 b
2M1207 b es un objeto de masa planetaria que se encuentra situado a unas 40 unidades astronómicas (distancia proyectada) de la enana marrón 2M1207.
Esta tiene una edad de unos 10 millones de años, un tipo espectral M8, con una temperatura efectiva de unos 2500 kelvin, y pertenece al grupo de movimiento propio de TW Hydrae (denominado también TWA). Fue descubierta por el astrónomo estadounidense John Gizis (n. 1970) en el año 2001.
Además, la estrella 2M1207, con una masa de unas 0.025 masas solares (25 masas de Júpìter, aproximadamente), posee un disco circunestelar que está cediendo materia al objeto central (Mohanty et al., 2003), en un fenómeno denominado «acrecimiento» y que es característico de las estrellas tipo T Tauri.

## Descubrimiento
El planeta 2M1207 b fue descubierto por Gael Chauvin (n. 1976) y colaboradores en abril de 2004 mediante el uso de la cámara infrarroja de óptica adaptativa NACO (Naos/Conica),
situada en el Very Large Telescope (VLT), localizados en el observatorio Paranal, 1225 km al norte de Santiago de Chile, y que pertenecen al ESO (European Southern Observatory: observatorio europeo del sur).
El espectro infrarrojo del objeto indica que su tipo espectral es L intermedio, con una temperatura efectiva de 1700 kelvin. Un año más tarde, este grupo confirmó que la enana marrón y el objeto de masa planetaria estaban asociados, ya que tienen el mismo movimiento propio.
Una primera estimación fotométrica de la distancia desde la Tierra hasta el exoplaneta 2M1207b era de 70 parsecs.
En diciembre de 2005, el astrónomo estadounidense Eric Mamajek (n. 1973) informó de una distancia más precisa (53 ±6 pársecs) hasta el 2M1207b utilizando el método del cúmulo móvil.
Los resultados recientes del paralaje trigonométrico han confirmado esta distancia del cúmulo móvil, lo que lleva a una estimación de la distancia de 52,75+1,04
−1,00 pársecs o 172 ± 3 años luz.